# Myomyscus brockmani
Myomyscus brockmani är en gnagare i familjen råttdjur som förekommer i östra Afrika. I flera zoologiska samlingar blev individer av arten förväxlade med Mastomys natalensis.
Arten har mjuk och brun päls på ryggens topp och ljusare brun päls på kroppssidorna. Det finns en tydlig gräns mot den vitaktiga undersidan. Även huvudet är brunt med undantag av hakan och strupen som är vita. Myomyscus brockmani saknar tumme och har fem tår vid bakfoten men den första tån är liten. Svansen är täckt av fjäll och av glest fördelade styva hår. Honor kan ha 8 eller 10 spenar. Vuxna exemplar är 93 till 125 mm långa (huvud och bål), har en 115 till 175 mm lång svans och väger 22 till 39 g. Bakfötterna är 18 till 22 mm långa och öronen är 14 till 20 mm stora.
Utbredningsområdet sträcker sig från sydöstra Tchad och södra Sudan till västra Somalia och centrala Tanzania. Habitatet utgörs av klippiga savanner med glest fördelade träd och buskar. I magsäcken av några exemplar hittades substanser som liknade stärkelse. På grund av kindtändernas konstruktion antas att arten har mjuk föda. Individerna gömmer sig på dagen i bergssprickor och mellan stenar. Antagligen föds ungarna vid slutet av regntiden. Två honor var dräktiga med 6 respektive 7 embryon.
För artens bestånd är inga hot kända. IUCN listar Myomyscus brockmani som livskraftig (LC).